# 沃利诺耶村委员会
沃利诺耶村委员会（俄语：Вольненский сельсовет）是俄罗斯联邦阿穆尔州阿尔哈拉区所属的一个村委员会。其下辖有2个居民点，行政中心为沃利诺耶。据2016年统计，该村委员会的人口为131人。